# Подволошино (Берёзовский район)
Подволошино — деревня в Берёзовском районе Пермского края. Входит в состав Асовского сельского поселения.

## Географическое положение
Расположена на правом берегу реки Асовка (приток реки Барда), примерно в 8 км к северо-востоку от административного центра поселения, села Асово.

## Население
| 2010 |
| ---- |
| 190  |

## Улицы
- Заречная ул.
- Молодёжная ул.
- Центральная ул.

## Топографические карты
- Лист карты O-40-92 Кордон. Масштаб: 1 : 100 000. Состояние местности на 1980 год. Издание 1986 г.